# Medophron nigerrimus
Medophron nigerrimus är en stekelart som först beskrevs av Hedwig 1932.  Medophron nigerrimus ingår i släktet Medophron och familjen brokparasitsteklar. Inga underarter finns listade i Catalogue of Life.